# Navidad Lake
Navidad Lake är en sjö i Bolivia.   Den ligger i departementet Beni, i den centrala delen av landet, 600 km norr om huvudstaden Sucre. Navidad Lake ligger 146 meter över havet. Arean är 22,5 kvadratkilometer. Den sträcker sig 6,2 kilometer i nord-sydlig riktning, och 6,5 kilometer i öst-västlig riktning.
I omgivningarna runt Navidad Lake växer i huvudsak städsegrön lövskog. Runt Navidad Lake är det mycket glesbefolkat, med 7 invånare per kvadratkilometer.